# Evangeline Lilly
Nicole Evangeline Lilly (Fort Saskatchewan, 3 agosto 1979) è un'attrice canadese, nota per la partecipazione alla serie televisiva Lost nel ruolo di Kate Austen, per l'interpretazione di Tauriel nel secondo e terzo film della trilogia de Lo Hobbit e per il ruolo di Hope van Dyne all'interno del franchising del Marvel Cinematic Universe.

## Biografia
Evangeline Lilly è nata a Fort Saskatchewan, in Alberta, Canada da una famiglia cristiana battista. Il padre è un insegnante di economia domestica e sua madre è una consulente di bellezza. Ha anche due sorelle. Durante la sua infanzia, la famiglia non ha avuto un televisore.
Prima di lasciare la città di Fort Saskatchewan all'età di 10 anni e trasferirsi a Abbotsford, vicino a Vancouver, ha frequentato tre scuole elementari: la Fort Elementary, la Rudolph Henning e la James Mowat Elementary. Nel corso di un colloquio telefonico con il giornale locale, The Record, Evangeline è stata citata dicendo: «Quando ero una bambina, la città era piccola. A cinque anni potevo andare in bicicletta dal confine di un paese all'altro... Per me Fort Saskatchewan conserva davvero tanti momenti bellissimi. Lo considero un piccolo rifugio felice».
Dopo essersi diplomata alla W. J. Mouat Secondary School di Abbotsford, Lilly ha brevemente servito come missionaria estera e ha vissuto per circa un mese in una capanna costruita con l'erba nelle Filippine all'età di 18 anni. Lì le è stato offerto un posto da missionaria per due anni, un'offerta che infine ha rifiutato per volere dei suoi genitori. Successivamente si è iscritta all'Università della Columbia Britannica, dove si è laureata in Relazioni Internazionali, inoltre è stata una assistente di volo della Royal Airlines.

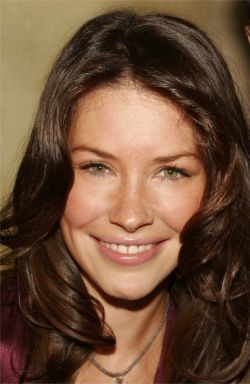
Evangeline Lilly nel 2007

Evangeline Lilly è stata scoperta per le strade di Kelowna dalla Ford Modelling Agency (attualmente conosciuta come Ford Models). Anche se inizialmente decise di intraprendere la carriera di modella, andò avanti e firmò con la Ford in ogni caso, per riuscire a pagare l'iscrizione e le spese per l'University of British Columbia. È stata in precedenza in diversi spot televisivi provocatori della LiveLinks Chatline, un servizio annunciato come il "miglior posto per incontrare single, fare amicizie o chattare telefonicamente". La sua immagine è ancora usata per promuovere questo servizio. È inoltre apparsa in Judgment Day, una serie televisiva trasmessa da G4. È apparsa nel film del 2003 Freddy vs. Jason come una ragazza appoggiata contro un armadietto (non accreditata) ed in tre episodi di Smallville facendo delle brevi comparse.
È apparsa nella serie horror soprannaturale della ABC Kingdom Hospital (2004). Il primo ruolo di una certa importanza è stato in Lost. Inoltre è comparsa nel film adolescenziale del 2003 Lizzie McGuire - Da liceale a popstar come un (non accreditato) ufficiale di polizia Italiano. Il suo stipendio nel 2004 per Lost è stato di 80.000 dollari per ogni episodio; grazie al suo ruolo nella serie, è stata votata una delle Breakout Stars del 2004 da Entertainment Weekly. Sebbene si sia piazzata ottava nella classifica di FHM delle "100 donne più sexy del mondo" del 2006 e inizialmente piazzata al secondo posto del Maxim "Hot 100" del 2005, si è posizionata al 67º posto nella classifica di Maxim del 2006.
Il 14 dicembre 2006 è stata nominata per un Golden Globe come Migliore attrice in una serie drammatica. Durante l'estate del 2006 sono state messe in commercio le action figure del suo personaggio in Lost, ovvero Kate Austen. Nel 2010 è stata testimonial L'Oréal e ha partecipato a vari spot pubblicitari. Nel 2011 ha recitato nel film Real Steel. Tra il 2011 ed il 2012 è stata impegnata nelle riprese della trilogia de Lo Hobbit, trasposizione cinematografica del libro omonimo, comparendo nel secondo e nel terzo film della trilogia nei panni dell'elfa Tauriel.
Nel marzo 2014 entra nel cast del cine-comic dei Marvel Studios Ant-Man, in uscita nel 2015, nel ruolo di Hope Van Dyne, figlia del Dr. Henry Pym. Nell'estate 2018 ha ripreso lo stesso ruolo nel sequel intitolato Ant-Man and the Wasp, il primo film Marvel ad avere nel titolo anche il nome di un'eroina. Nel 2019 torna a vestire i panni di Wasp nel film Avengers: Endgame. Tra i suoi progetti futuri, c’è il thriller Dreamland, diretto da Nicholas Jarecki, dove affiancherà Armie Hammer e Gary Oldman.
Nel 2023 torna nuovamente nel ruolo di Wasp nel film Ant-Man and the Wasp: Quantumania.

## Vita privata
Dopo esser stata sposata dal 2003 al 2004 con il giocatore di hockey canadese Murray Hone, Evangeline Lilly  è stata sentimentalmente legata a Dominic Monaghan dal 2004 al 2007. I due si erano conosciuti sul set televisivo di Lost.
Il 23 maggio 2011 lei ed il fidanzato Norman Kali sono diventati genitori di un maschio, mentre il 23 ottobre 2015 è nato il loro secondo figlio.

## Filmografia

### Cinema
- Ho rapito Sinatra (Stealing Sinatra), regia di Ron Underwood (2003) - non accreditata
- Lizzie McGuire - Da liceale a popstar (The Lizzie McGuire Movie), regia di Jim Fall (2003) - non accreditata
- Freddy vs. Jason, regia di Ronny Yu (2003) - non accreditata
- White Chicks, regia di Keenen Ivory Wayans (2004) - non accreditata
- Un lungo weekend (The Long Weekend), regia di Pat Holden (2005)
- Afterwards, regia di Gilles Bourdos (2008)
- The Hurt Locker, regia di Kathryn Bigelow (2009)
- Real Steel, regia di Shawn Levy (2011)
- Lo Hobbit - La desolazione di Smaug (The Hobbit: The Desolation of Smaug), regia di Peter Jackson (2013)
- Lo Hobbit - La battaglia delle cinque armate (The Hobbit: The Battle of Five Armies), regia di Peter Jackson (2014)
- Ant-Man, regia di Peyton Reed (2015)
- Little Evil, regia di Eli Craig (2017)
- Ant-Man and the Wasp, regia di Peyton Reed (2018)
- Avengers: Endgame, regia di Anthony e Joe Russo (2019)
- Confini e dipendenze (Crisis), regia di Nicholas Jarecki (2021)
- Ant-Man and the Wasp: Quantumania, regia di Peyton Reed (2023)

### Televisione
- Judgment Day - serie TV (2002)
- Tru Calling - serie TV, episodio 1x07 (2003) - non accreditata
- Smallville - serie TV, episodi 1x13 - 2x21 - 3x11 (2002-2004)
- Kingdom Hospital - miniserie TV, episodio 1x08 (2004)
- Lost - serie TV, 114 episodi (2004-2010) - Kate Austen
- What If...? - serie animata (2021) - voce, Hope van Dyne

## Riconoscimenti
- 2007 – Golden Globe
  - Candidatura per la miglior attrice in una serie drammatica per Lost
- 2007 – Saturn Award
  - Candidatura per la migliore attrice in una serie televisiva per Lost
- 2013 – Critics' Choice Awards
  - Candidatura per la miglior attrice in un film d'azione per Lo Hobbit – La desolazione di Smaug
- 2014 – Saturn Award
  - Candidatura per la miglior attrice non protagonista per Lo Hobbit – La desolazione di Smaug
- 2014 – Empire Awards
  - Candidatura per la migliore attrice non protagonista per Lo Hobbit – La desolazione di Smaug
- 2015 – Kids' Choice Award[10]
  - Candidatura per l'attrice d'azione preferita per Lo Hobbit – La battaglia delle cinque armate
- 2015 – Saturn Award[11]
  - Candidatura per la miglior attrice non protagonista per Lo Hobbit – La battaglia delle cinque armate
- 2015 – Teen Choice Awards[12]
  - Candidatura per la miglior attrice dell'estate per Ant-Man

## Doppiatrici italiane
Nelle versioni in italiano dei suoi film, Evangeline Lilly è stata doppiata da:
- Daniela Calò in Lost, Real Steel, Lo Hobbit - La desolazione di Smaug, Lo Hobbit - La battaglia delle cinque armate, Ant-Man, Little Evil, Ant-Man and the Wasp, Avengers: Endgame, Confini e dipendenze, Ant-Man and The Wasp: Quantumania
- Ilaria Stagni in The Hurt Locker

Da doppiatrice è sostituita da:
- Daniela Calò in What If...?